# 機械加工
機械加工（きかいかこう、machining）は、切削工具や工作機械を用いて素材（機械の部品など）を加工すること。切削加工・研削加工・研磨などさまざまな方法がある。
加工に当たっては、旋盤・フライス盤・中ぐり盤・フライス盤・歯切り盤・ボール盤・機械研削盤・研磨機・NC工作機械・マシニングセンタなどの工作機械が使用される。

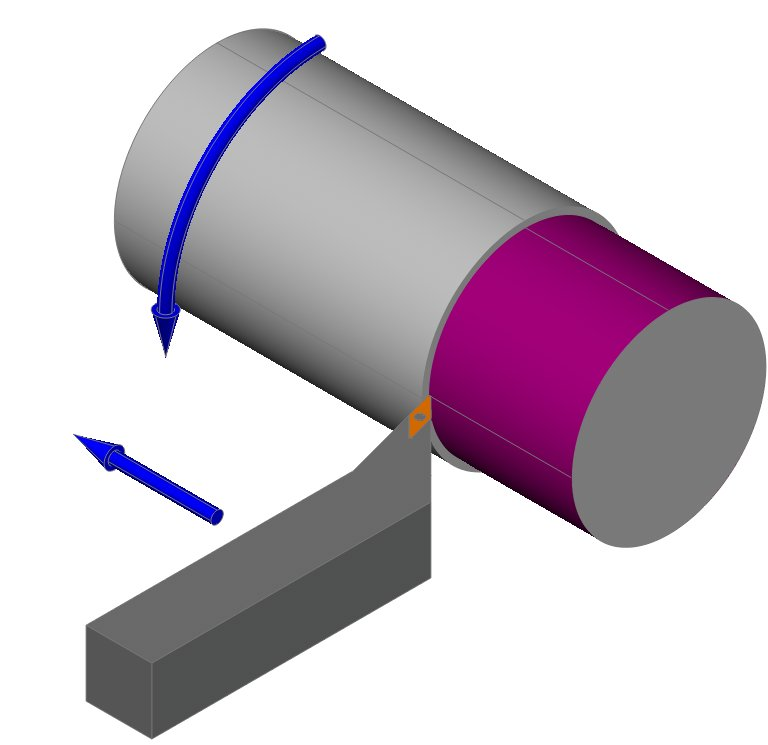
旋盤
フライス盤
研磨